# Peter Čeferin
Peter Čeferin, slovenski odvetnik, * 28. junij 1938, Ljubljana.
Peter Čeferin je odvetnik in avtor številnih strokovnih člankov s področja odvetništva. Je avtor strokovnih in znanstvenih monografij Neodvisnost odvetnika (Uradni list SR Slovenije, 1988), Odvetniška zbornica Slovenije – odlomki iz zgodovine (Odvetniška zbornica Slovenije, 2006) in Odvetništvo na Slovenskem: Od habsburške monarhije do neodvisne države (Litera, 2016). Knjiga o zgodovini odvetniške zbornice Slovenije je bila prevedena tudi v angleščino. Čeferin je tudi avtor literarnih del, zbirk kratkih zgodb, ki obravnavajo njegovo odvetniško kariero: Moje odvetniško življenje (Cankarjeva založba 2012), Valat (Litera 2013), Moje zgodbe (Litera 2014),100 sodnijskih (Litera 2015) in "Prepoznava" in druge zgodbe (Litera, 2016). Peter Čeferin je v soavtorstvu s pisateljem in raziskovalnim novinarjem Vasjo Jagrom napisal tudi kriminalni roman Sodni dnevi (Cankarjeva založba, 2019). Roman temelji na primeru, s katerim se je Čeferin soočil v svoji odvetniški praksi. Napisan je po resničnih dogodkih. Roman je bil leta 2020 preveden tudi v srbščino (Sudnji dani 2020).
Odvetniški poklic nepretrgoma opravlja od leta 1967 dalje. Leta 1993 je s svojima sinovoma Rokom Čeferinom in Aleksandrom Čeferinom ustanovil Odvetniško družbo Čeferin, v okviru katere še danes opravlja svojo odvetniško dejavnost. Pri svojem delu se ukvarja pretežno s kazenskim in ustavnim pravom ter pravom človekovih pravic. 
V letih pred osamosvojitvijo Slovenije je bil član Sveta za varstvo človekovih pravic in temeljnih svoboščin, v letih od 1985 do 1989 pa tudi podpredsednik Odvetniške zbornice Slovenije Arhivirano 2016-06-22 na Wayback Machine.. Leta 1989 je v političnem procesu zoper Azema Vllasija in soobtožene organiziral obrambo kosovskih rudarjev s slovenskimi odvetniki. Ker so stavkali, so bili rudarji obtoženi rušenja državne ureditve Jugoslavije. Po več mesecev trajajočem procesu je bila izrečena oprostilna sodba vsem obtoženim. V letih od 1992 do 1997 je bil član Državnega sveta Republike Slovenije. Je pobudnik spremembe tedaj veljavnega Zakona o policiji, v skladu s katero so osumljenci pridobili pravico do pomoči zagovornika že ob prvem stiku s policijo in ne šele ob začetku kazenskega postopka, kot je veljalo do takrat. V letih 2003-05 je bil uvrščen med deset najvplivnejših pravnikov v Sloveniji. 
Odvetniška zbornica Slovenije je septembra leta 2014 Petru Čeferinu podelila najvišje priznanje za življenjsko delo, in sicer Plaketo dr. Danila Majarona za posebne zasluge pri razvoju odvetništva, ker »je s svojim dolgotrajnim delom in življenjem udejanjal pravne vrednote ter gojil žlahtno tradicijo odvetništva«. Januarja 2018 je uspel v postopku pred Evropskim sodiščem človekovih pravic Čeferin proti Sloveniji (App 40975/08), kjer je to sodišče odločilo, da mu je Slovenija kršila svobodo izražanja, ko ga je oglobila zaradi kritičnih izjav o sodišču in izvedencih. Očital jim je »neosmišljeno nakladanje«, »umotvore«, »strokovno šibkost«, »malomarnost« in »šlamparijo«. 
Leta 2018 je slovenski pisatelj Tadej Golob napisal Čeferinovo biografijo z naslovom Nespodobni odvetnik (Didakta, 2018). Knjiga je prevedena v angleščino (Indecent Attorney, Didakta 2019).

## Življenjepis
Peter Čeferin se je rodil leta 1938 v Ljubljani Anici Čeferin (rojeni Kačnik) in Emilu Čeferinu (1912-1997), ki je bil doktor prava, strokovnjak za zadružniško pravo in profesor na Univerzi v Ljubljani. Leta 1964 se je Peter Čeferin poročil z Ano Čeferin (rojeno Jelen, 1936-2002), s katero ima tri otroke Roka Čeferina, Aleksandra Čeferina in Petro Čeferin.
Na klasični gimnaziji v Ljubljani je maturiral leta 1956, se istega leta vpisal na Pravno fakulteto v Ljubljani in leta 1960 diplomiral. Po diplomi je delal kot novinar, ukvarjal pa se je tudi s pisanjem dramskih besedil. V Mestnem gledališču ljubljanskem so v okviru literarno satiričnega kabareta »Smeh ni greh« leta 1963 uprizorili tudi njegovi satiri »Srečka« in »Pridržanje do iztreznitve«. Leta 1967 je začel delovati kot samostojni odvetnik. Leta 1986 je magistriral na Pravni fakulteti Univerze v Ljubljani, leta 1988 pa na isti fakulteti tudi doktoriral z doktorsko disertacijo Odvetnik, njegova neodvisnost nekoč in danes, posebej v Sloveniji.
Leta 2021 je bil imenovan za častnega meščana Ljubljane.